# La gerla di papà Martin (film 1940)
La gerla di papà Martin è un film del 1940 diretto da Mario Bonnard.
Il soggetto è tratto dalla pièce teatrale omonima (1858) di Eugène Cormon e Eugène Grangé.

## Trama
1858. A Parigi, uno studente universitario dilapida tutti i soldi che il padre, con inauditi sacrifici, gli manda da Le Havre, dove lavorava come scaricatore di porto. L'uomo è costretto a tornare al porto mentre il figlio, dopo essersi imbarcato, alla fine mette la testa a posto e ritorna a casa, dove si sposa con una ragazza per bene.

## Produzione
La lavorazione del film è stata realizzata negli stabilimenti di Cinecittà

## Distribuzione
Il film venne distribuito nel circuito cinematografico italiano il 6 luglio del 1940.

## Accoglienza

### Critica
- "La ricerca di atmosfera che pure si avverte in tutto il film rimane allo stato intenzionale [...] Qui tutto è vago e impreciso, la vicenda scorre e scorre anche bene, ma non c'è un segno di intelligenza, un colpo d'ala. [...] Ruggeri riesce nel primo tempo a caratterizzare con spicco il vecchio facchino, ma poi soccombe sotto la sua stessa personalità e ridiviene il Ruggeri che tutti conosciamo". (Vice, Cinema, vecchia serie, n. 120, 25 novembre 1940)
- "Il film è condotto con mano abbastanza sicura e con accuratezza e dignità. Tra gli interpreti più che i grossi calibri ci sono piaciuti alcuni giovani che sono veramente delle promesse. [...] In primo luogo vogliamo alludere a Roberto Villa vagamente rassomigliante a Robert Montgomery e per di più si rivela in possesso di un temperamento ricco e controllato insieme; Luisella Beghi, dal canto suo, conferma la sua ottima preparazione e le sue doti di sensibilità. [...] Per contro, un poco teatrale e intinto nel ricordo di troppe sue interpretazioni sceniche, ci è parso Ruggeri nei panni del protagonista [...]". (Alberto Ceretto, Gazzetta del Popolo, 30 novembre 1940).
- "La gerla di papà Martin è proprio La gerla di papà Martin: la buona compagna delle Due orfanelle, del Vetturale del Moncenisio, della Portatrice di pane e di parecchie altre commedie che nell'Ottocento ebbero clamorosi e popolari consensi di commozione, e anche dopo, per la loro sagace e fin troppo robusta intelaiatura. [...] Oh, recite diurne nei politeama! Ma in fondo, quelle doti teatrali, più grossolane che approssimative, sono poi quelle che molti soggetti cinematografici d'oggi vorrebbero avere, e si comprendono perciò facilmente le ragioni di questa riduzione. [...] ma vi dovrò dire che il film ha in serbo una sorpresa. Partito da uno spunto e da intenti evidentemente popolari, non li ha per nulla traditi, ne mantiene anzi tutte le promesse di emozioni e, come si diceva una volta, di sentimento, ma la sorpresa è che ciò sia raggiunto con una fattura tanto accurata quanto lodevole. Anzitutto l'ambientazione sorvegliata da un gusto attentissimo e accorto. Poi una sceneggiatura che segue volentieri la commedia, ma non la fa troppo pesare sul film. E infine la regia e l'interpretazione. Mario Bonnard ha diretto con molta efficacia [...] con una composizione del quadro sovente esemplare, e tutti gli interpreti l'hanno ben coadiuvato [...]". (Mario Gromo, La Stampa, 30 novembre 1940).

## Opere correlate
Della pièce di Cormon e Grangé erano già state realizzate in Italia alcuni versioni cinematografiche all'epoca del muto: la prima nel 1909 diretta da Mario Caserini, la seconda da Eleuterio Rodolfi nel 1914 ed infine una terza realizzata dallo stesso Bonnard nel 1923.